# Helena Šubićová
Helena Šubićová (bosensky a chorvatsky Jelena Šubić Bribirska, 1306 - 10. dubna 1378) byla bosensko-chorvatská kněžna ve středověkém Bribiru a Bosně. Pocházela z chorvatského šlechtického rodu Subićů.

## Původ a rodina
Helena se narodila zřejmě v roce 1306 v pevnosti Bribir. Jejími rodiči byli Jiří II. Šubić a jeho manželka, kněžna Lelka. Helena měla několik sourozenců:
- Mladen III. Šubić Bribirský, štít Chorvatů, oženil se se srbskou princeznou Helenou Dečanskou
- Pavel III. Šubić Bribirský, který zemřel v roce 1356 a který se oženil s benátskou šlechtičnou Katarinou Dondalo
- Deodatus, který byl v letech 1345-1347 bribirským knížetem
- Kateřina, provdala se za Jana Jurišiće

## Manželství
Helena se provdala za Vladislava Kotromaniće, bratra bosenského bána Štěpána II. Kotromaniće. Sňatek Heleny s Vladislavem opět sblížil mocné rodiny Kotromanićů a Šubićů. Sňatek sloužil trogirský biskup Lampridi. Jelikož Helena a Vladislav byli příbuzní ve druhé a třetí generaci, bylo nutné získat papežský dispens. Jelikož však nikdo papeže nepožádal, stal se sňatek Heleny s Vladislavem podle kanonického práva neplatným.  Historik Dominik Mandić se domnívá, že Vladislav měl nemanželského syna, budoucího krále Štěpána Dabišu, nedlouho poté, co Helena porodila budoucího krále Tvrtka I.  Dalšími společnými dětmi Vladislava a Heleny byli:
- bán, pozdější král Štěpán Tvrtko I. (asi 1338 - 1391)
- bán Štěpán Vlk (1345 - po 1374)

Vladislavovi a Heleně je připisována jetě další dcera :
- Kateřina, pozdější hraběnka z Celje

Kvůli zhoršujícímu se zdraví se Vladislav v roce 1353 vzdal trůnu ve prospěch patnáctiletého syna Tvrtka, který jako bán následoval Vladislavova bratra Štěpána, a později byl korunován prvním bosenským králem.   Vladislav zemřel v prvních letech vlády svého syna.

## Matka bána a krále
Ačkoli se nikdy nestala vládkyní Bosny, požívala Helena za vlády svého syna značného vlivu. Podporovala synovu vládu a aktivně se podílela na správě země. Během bojů synů Štěpána Tvrtka a Štěpána Vlka o moc nad Bosnou v roce 1366 byla Helena vyhnána z Bosny a uvězněna ve vesnici poblíž Neretvy. Po krátkém pobytu v exilu se Helena a Tvrtko vrátili v roce 1367 do Bosny, kde se Tvrtko opět ujal vlády.
Podpis princezny Heleny a královny Doroty je vedle podpisu Tvrtka na listině určené obyvatelům Dubrovníku, což znamená, že Kněžna Helena zemřela až poté, co byl Tvrtko v roce 1377 korunován králem.
Kněžna Helena Šubićová zemřela v poledne 10. dubna 1378.